# Texas-Höckerschildkröte
Die Texas-Höckerschildkröte (Graptemys versa) ist eine im US-Bundesstaat Texas beheimatete Art aus der Gattung der Höckerschildkröten, die zur Familie der Neuwelt-Sumpfschildkröten gehört.

## Erscheinungsbild
Die Texas-Höckerschildkröte ist die kleinste aller Höckerschildkröten. Die Weibchen haben eine Carapaxlänge von 12,5 bis 20 Zentimeter. Die Männchen werden auch ausgewachsen nur knapp halb so groß und haben eine Carapaxlänge von 6,5 bis 10 Zentimeter. Die Grundfarbe des Rückenpanzers ist oliv mit einer feinen, orange-gelben Linienfärbung auf jedem Hornschild. Der Dorsalkiel ist am auffälligsten bei Jungtieren, ist aber auch bei adulten Individuen sichtbar und hat eine dunkelgelbe Färbung. Der Bauchpanzer ist cremefarben und weist nur wenige Farbmarkierungen auf außer den dunklen Linien an den Rändern. Der Kopf ist schmal und die Schnauze läuft spitz zu. Die Haut von Kopf, Hals, Beinen und Schwanz weist ein gelbes und orange-farbenes Linienmuster auf. Männchen haben lange Schwänze und ältere Weibchen kann man an ihren breiteren Köpfen erkennen. Direkt hinter dem Auge findet sich eine auffällige, meist J-förmige Farbmarkierung, die zu den eindeutigen Erkennungsmerkmalen dieser Schildkrötenart zählt.

## Verbreitung und Lebensraum
Die Texas-Höckerschildkröte ist mit ihrem Verbreitungsgebiet auf eine verhältnismäßig kleine Region im US-Bundesstaat Texas begrenzt. Sie kommt nur auf dem Edwards Plateau im zentralen Texas vor und kommt dort im Colorado River und seinen Zuflüssen vor. Sie präferieren flache Wasserläufe mit moderater Fließbewegung und einem reichen Pflanzenbewuchs. Der Boden dieser Wasserläufe besteht entweder aus Sand, Lehm oder Kalkstein.

## Lebensweise
Wie viele andere im Wasser lebende Schildkröten kann man sie häufig beim Sonnenbaden beobachten. Sie sind sehr scheu und tauchen bei der geringsten Andeutung von Gefahr wieder ins Wasser ein. Sie sind ausgezeichnete Schwimmer und fressen Muscheln und Pflanzen.
Die Paarungszeit dieser Höckerschildkrötenart steht nicht sicher fest. Vermutlich paaren sie sich im frühen Frühjahr und im späten Herbst. Die Weibchen graben ihre Nistgruben am liebsten an sandigen Stellen in der Nähe der Wasserläufe. Das durchschnittliche Gelege umfasst sechs Eier. Die Schlupfzeit der Jungschildkröten ist abhängig von der Umgebungstemperatur. In der Regel schlüpfen die Jungtiere nach 65 bis 85 Tagen.
Die Bestandszahlen aller Höckerschildkröten sind rückläufig. Das gilt auch für die Texas-Höckerschildkröte. Die Ursachen des Bestandsrückgangs sind vielfältig und reichen von Umweltverschmutzung bis zu einer zunehmenden Zerstörung des Lebensraumes.

## Nachweise